# Ophiomastix annulosa
Ophiomastix annulosa is een slangster uit de familie Ophiocomidae.
De wetenschappelijke naam van de soort werd in 1816 gepubliceerd door Jean-Baptiste de Lamarck.